# Johnny Preston
Johnny Preston (* 18. August 1939 in Port Arthur, Texas; † 4. März 2011 in Beaumont, Texas; bürgerlich John Preston Courville) war ein US-amerikanischer Rock-’n’-Roll- und Rockabilly-Sänger, der vor allem mit seinem Nummer-eins-Hit Running Bear bekannt wurde.

## Leben
Prestons Vorfahren waren Deutsche und Angehörige der frankofonen Bevölkerungsgruppe Cajun aus Louisiana. Schon mit seinem High-School-Chor trat er bei Wettbewerben in ganz Texas auf. Auf dem Lamar State College in Beaumont gründete er die Rhythm-and-Blues-Band The Shades, die sich im Süden von Texas einen Namen machte. Bei einem Konzert in Beaumont lernte er den Discjockey J. P. Richardson – der als The Big Bopper bekannt wurde – und Musikproduzent Bill Hall kennen. Beide sorgten dafür, dass Preston zu Probeaufnahmen bei ihrer Plattenfirma Mercury Records eingeladen wurde. Nach einigen durch Prestons Lampenfieber fehlgeschlagenen Versuchen schrieb Richardson für Preston den Song Running Bear, eine Geschichte über den Indianer Running Bear und das Indianermädchen Little White Dove, deren Liebe kein Happy End beschieden ist. Nach der Aufnahme des Songs im Herbst 1958 in den Gold Star Studios in Houston erhielt Preston einen Plattenvertrag bei Mercury Records, die Running Bear am 6. Juli 1959 veröffentlichten. Richardson erlebte die Veröffentlichung seines Songs nicht mehr, denn er war bereits am 3. Februar 1959 bei einem Flugzeugabsturz gestorben. Nach zwei Anläufen etablierte sich Running Bear ab November 1959 in den Billboard Hot 100 und war dort im Januar und Februar 1960 die Nummer eins. Auch in Großbritannien wurde der Titel erfolgreich und eroberte am 11. März 1960 für zwei Wochen ebenfalls die Spitze der Hitparaden. Weltweit wurde Running Bear mit Johnny Preston zu einem Millionenerfolg.
Inzwischen hatte sich Preston von seiner Band The Shades getrennt, und Mercury veröffentlichte im Januar 1960 unter dem Titel Running Bear Prestons erste Langspielplatte (Kat.-Nr. 20592). Am 29. Februar 1960 wurde seine zweite Single veröffentlicht, die wie alle folgenden Mercury-Aufnahmen in Nashville produziert wurde. Cradle of Love, geschrieben von Jack Fautheree und Wayne Gray, wurde ebenfalls ein Top-10-Hit in den USA und in Großbritannien. Der Erfolg seiner Platten brachte Preston noch 1960 die erste Tournee – gemeinsam mit Conway Twitty und Freddy Cannon – durch Großbritannien ein. Einige kleinere Hits folgten in diesem und dem nächsten Jahr, darunter Coverversionen von Shirley & Lees Feel So Good als Feel So Fine und Little Willie Johns Leave My Kitten Alone. Doch schon nach gut einem Jahr war Prestons Hitparadenpräsenz beendet.
Im Oktober 1962 brachte er mit Let The Big Boss Man / Day After Forever seine letzte Single bei Mercury heraus. Nachdem auch ihr kein Erfolg beschieden war, wechselte er 1963 zur Plattenfirma Imperial, wo es jedoch nur zu einer ebenfalls erfolglosen Plattenveröffentlichung kam. Auch der erneute Wechsel zum kleinen Plattenlabel Hall-Way brachte keine Rückkehr in die Hitlisten. Auch seine mehrfachen Versuche, den Gesangsstil zu wechseln, blieben erfolglos. Preston konnte dennoch weiter von seinen früheren Erfolgen zehren und veranstaltete zahlreiche Tourneen. Er gastierte in Dick Clarks American Bandstand Theater, und zwischen 1998 und 2005 trat er mehrfach in Großbritannien auf und ging noch 2006 auf eine Australien-Tournee.
Im Dezember 2010 unterzog Preston sich einer Herz-Bypassoperation, von der er sich nicht erholte. An den Folgen des Eingriffs starb er 71-jährig am 4. März 2011 im Beaumonter Baptist Hospital in Texas. Als einer der Pioniere des Rockabilly wurde Preston in die Rockabilly Hall of Fame aufgenommen.

## US-Diskografie (45-rpm-Singles)
| Titel                                                  | Katalog-Nr. | Veröffentlichung  |
| ------------------------------------------------------ | ----------- | ----------------- |
|                                                        | Mercury     |                   |
| Running Bear / My Heart Knows                          | 71474       | 6. Juli 1959      |
| Cradle Of Love / City Of Tears                         | 71598       | 29. Februar 1960  |
| Feel So Fine / I’m Starting To Go Steady               | 71651       | 6. Juni 1960      |
| Up In The Air / Charming Billy                         | 71691       | 3. Oktober 1960   |
| I Want A Rock And Roll Guitar / New Baby For Christmas | 71728       | 21. November 1960 |
| Leave My Kitten Alone / Token Of Love                  | 71761       | 9. Januar 1961    |
| Willy Walk / I Feel Good                               | 71803       | 17. April 1961    |
| She Once Belonged To Me / Let Them Talk                | 71865       | 28. August 1961   |
| Kissin’ Tree / Free Me                                 | 71908       | 4. Dezember 1961  |
| Let’s Leave It That Way / Broken Hearts Anonymous      | 71951       | 21. April 1962    |
| Let The Big Boss Man / Day After Forever               | 72049       | 20. Oktober 1962  |
|                                                        | Imperial    |                   |
| This Little Bitty Tear / The Day The World Stood Still | 5924        | 23. Februar 1963  |
|                                                        | Hall-Way    |                   |
| All Around The World / Just Plain Hurt                 | 1201        | 2. Mai 1964       |
| Willie And The Hand Jive / I’ve Got My Eyes On You     | 1204        | September 1964    |
| Running Bear ’65 / Dedicated To The One I Love         | 1927        | 1965              |